# Oly Janes
Oliver Janes, conocido como Oly Janes, es un piloto de automovilismo británico que corre, principalmente, en la modalidad de carreras de camiones.

## Trayectoria
En 2016 corrió el Campeonato Británico de Carreras de Camiones con su propio equipo, corriendo con un camión ex del equipo Buggyra International Racing System. Finalizó 10º, aunque no consiguió ni victorias, no poles, ni podios.
En 2018 corrió el Campeonato de Europa de Carreras de Camiones (ETRC) para el equipo Buggyra. Fue un año en el que luchaba por puntuar y por obtener podios y victorias de categoría en la Grammer Truck Cup. Finalizó 15º en la general y tercero en la Grammer Truck Cup, con tres victorias y otros 15 podios entre segundos y terceros puestos.
En 2019 volvió a correr el ETRC con Buggyra. Sus resultados mejoraron, ya que fue 11º y puntuó en la mitad de las carreras. En la Grammer Truck Cup, en la que mantuvo una bonita batalla con Luis Recuenco y con Jamie Anderson, se proclamó campeón con cinco victorias de categoría y otros 17 podios entre segundos y terceros puestos, habiendo salido como líder de la categoría tras cada uno de los grandes premios disputados.
En 2020 no corrió el Campeonato de Europa de Carreras de Camiones para centrarse en su competición doméstica, el Campeonato Británico de Carreras de Camiones.

## Resultados

### Resultados en el Campeonato de Europa de Carreras de Camiones
| Año  | Camión       | N.º | Pilotos | 1       | 1      | 1       | 1      | 2      | 2      | 2      | 2      | 3      | 3      | 3       | 3      | 4      | 4      | 4      | 4       | 5      | 5      | 5      | 5      | 6      | 6      | 6     | 6      | 7      | 7      | 7      | 7      | 8      | 8      | 8       | 8      | Posición | Puntos |
| ---- | ------------ | --- | ------- | ------- | ------ | ------- | ------ | ------ | ------ | ------ | ------ | ------ | ------ | ------- | ------ | ------ | ------ | ------ | ------- | ------ | ------ | ------ | ------ | ------ | ------ | ----- | ------ | ------ | ------ | ------ | ------ | ------ | ------ | ------- | ------ | -------- | ------ |
| 2018 | Freightliner | 22  | Buggyra | MIS DNS | MIS 11 | MIS Ret | MIS 11 | MIS 14 | HUN 11 | HUN 13 | HUN 16 | NUR 20 | NUR 17 | NUR Ret | NUR 11 | SVK 13 | SVK 13 | SVK 10 | SVK 10  | MOS 10 | MOS 9  | MOS 12 | MOS 15 | ZOL 11 | ZOL 12 | ZOL 9 | ZOL 9  | LMS 13 | LMS 11 | LMS 10 | LMS 13 | JAR 11 | JAR 11 | JAR 10  | JAR 13 | 15º      | 13     |
| 2019 | Freightliner | 22  | Buggyra | MIS 9   | MIS 9  | MIS 10  | MIS 10 | HUN 9  | HUN 11 | HUN 12 | HUN 10 | SVK 7  | SVK 12 | SVK 10  | SVK 10 | NUR 15 | NUR 16 | NUR 11 | NUR Ret | MOS 13 | MOS 12 | MOS C  | MOS C  | ZOL 10 | ZOL 10 | ZOL 9 | ZOL 11 | LMS 11 | LMS 10 | LMS 7  | LMS 8  | JAR 12 | JAR 10 | JAR Ret | JAR 11 | 11º      | 30     |

### Resultados de sus pilotos en la Grammer Truck Cup del ETRC
| 2018 | Freightliner |    |         |         |       |         |       |       |       |       |       |        |       |         |       |       |       |       |         |       |       |       |       |       |       |       |       |       |       |       |       |       |       |         |       |    |     |
| 2018 | Freightliner | 22 | Buggyra | MIS DNS | MIS 3 | MIS Ret | MIS 2 | HUN 6 | HUN 2 | HUN 5 | HUN 8 | NUR 10 | NUR 5 | NUR Ret | NUR 2 | SVK 6 | SVK 6 | SVK 3 | SVK 3   | MOS 1 | MOS 1 | MOS 3 | MOS 6 | ZOL 2 | ZOL 4 | ZOL 1 | ZOL 2 | LMS 4 | LMS 2 | LMS 2 | LMS 3 | JAR 3 | JAR 3 | JAR 2   | JAR 5 | 3º | 271 |
| 2019 | Freightliner |    |         |         |       |         |       |       |       |       |       |        |       |         |       |       |       |       |         |       |       |       |       |       |       |       |       |       |       |       |       |       |       |         |       |    |     |
| 2019 | Freightliner | 22 | Buggyra | MIS 2   | MIS 2 | MIS 1   | MIS 2 | HUN 1 | HUN 3 | HUN 4 | HUN 2 | SVK 2  | SVK 5 | SVK 2   | SVK 3 | NUR 6 | NUR 7 | NUR 2 | NUR Ret | MOS 4 | MOS 2 | MOS C | MOS C | ZOL 3 | ZOL 1 | ZOL 2 | ZOL 4 | LMS 3 | LMS 2 | LMS 1 | LMS 2 | JAR 2 | JAR 1 | JAR Ret | JAR 2 | 1º | 320 |